# Emilio Aristizábal
Emilio Aristizábal Chavarriaga (5 agosto 2005) è un calciatore colombiano, attaccante del Fortaleza C.E.I.F. in prestito dal Atlético Nacional.

## Biografia
È figlio dell'ex calciatore Víctor Aristizábal.

## Carriera

### Club
Cresciuto nel settore giovanile del Atlético Nacional, ha debuttato in prima squadra il 2 novembre 2023 nell'incontro di Copa Colombia vinto ai rigori contro il Deportivo Pereira; il 18 novembre seguente ha esordito anche in Categoría Primera A contro l'Independiente Medellín.
Nel 2025 è stato ceduto in prestito al Fortaleza C.E.I.F..

### Nazionale
Ha giocato con la nazionale colombiana Under-20.

## Statistiche

### Presenze e reti nei club
Statistiche aggiornate al 11 luglio 2025.
| Stagione        | Squadra            | Campionato      | Campionato | Campionato | Coppe nazionali | Coppe nazionali | Coppe nazionali | Coppe continentali | Coppe continentali | Coppe continentali | Altre coppe | Altre coppe | Altre coppe | Totale | Totale | Totale |
| Stagione        | Squadra            | Comp            | Pres       | Reti       | Comp            | Pres            | Reti            | Comp               | Pres               | Reti               | Comp        | Pres        | Reti        | Pres   | Reti   |        |
| --------------- | ------------------ | --------------- | ---------- | ---------- | --------------- | --------------- | --------------- | ------------------ | ------------------ | ------------------ | ----------- | ----------- | ----------- | ------ | ------ | ------ |
| 2023            | Atlético Nacional  | A               | 1          | 0          | CC              | 2               | 0               | -                  | -                  | -                  | -           | -           | -           | 3      | 0      |        |
| 2024            | Atlético Nacional  | A               | 12         | 0          | CC              | 0               | 0               | CL                 | 0                  | 0                  | -           | -           | -           | 12     | 0      |        |
| 2025            | Fortaleza C.E.I.F. | A               | 18         | 6          | CC              | 1               | 0               | -                  | -                  | -                  | -           | -           | -           | 19     | 6      |        |
| Totale carriera | Totale carriera    | Totale carriera | 31         | 6          |                 | 3               | 0               |                    | 0                  | 0                  |             | -           | -           | 34     | 6      |        |

## Palmarès

### Club

#### Competizioni nazionali
- Copa Colombia: 2

Atlético Nacional: 2023, 2024
- Súper Liga: 1

Atlético Nacional: 2023